# Sphere (film)
Sphere is een Amerikaanse sciencefictionfilm uit 1998 onder regie van Barry Levinson. Het scenario is gebaseerd op de gelijknamige roman uit 1987 van de Amerikaanse auteur Michael Crichton.

## Verhaal
Een groep wetenschappers ontdekt een ruimteschip op de bodem van de Grote Oceaan, dat daar 300 jaar geleden is neergestort. Ze krijgen de opdracht om het wrak te bestuderen. Ze stuiten er op een geheimzinnige gouden bal.

## Rolverdeling
| Acteur            | Personage                 |
| ----------------- | ------------------------- |
| Dustin Hoffman    | Dr. Norman Goodman        |
| Sharon Stone      | Dr. Elizabeth Halperin    |
| Samuel L. Jackson | Dr. Harry Adams           |
| Peter Coyote      | Kapitein Harold C. Barnes |
| Liev Schreiber    | Dr. Ted Fielding          |
| Queen Latifah     | Alice Fletcher            |
| Marga Gómez       | Jane Edmunds              |
| Huey Lewis        | Helikopterpiloot          |
| Bernard Hocke     | Matroos                   |
| James Pickens jr. | Instructeur               |
| Michael Keys Hall | Functionaris              |
| Ralph Tabakin     | Functionaris              |